# Rezervația de Zimbri - Neamț
Rezervația de Zimbri - Neamț cunoscută și sub denumirea de Rezervația de Zimbri „Dragoș-Vodă”, este o arie protejată de interes național ce corespunde categoriei a IV-a IUCN (rezervație naturală de tip faunistic) situată în județul Neamț, pe teritoriul administrativ al comunei Vânători-Neamț.

## Date generale

### Localizare
Arealul se întinde pe o suprafață de 11.500 hectare, aflându-se în partea sudică a Munților Sabasei (diviziunea centrală a Munților Stânișoarei) și cea nordică a județului Neamț. Zona se află la nord de porțiunea din DN15B, ce leagă localitățile Vânători-Neamț și Pipirig .

### Descriere
Rezervația reprezintă o zonă de protecție pentru mai multe specii faunistice rare, în principal: zimbrul (Bison bonasus). Se mai întâlnesc ursul brun (Ursus arctos), cerbul (Cervus elaphus) sau  căprioara (Capreolus capreolus).

Zimbri în țarcul rezervației din Parcul Natural Vânători-Neamț

În ianuarie 2013 în grădina zoolgică - cu o suprafață de 4 hectare - se aflau 6 exemplare de zimbri găzduite în scop turistic, alți 19 adulți și 3 pui fiind în țarcul de aclimatizare (o suprafață împrejmuită de 180 ha). În libertate se aflau 3 masculi, două femele și 2 pui, exemplarele având montate în jurul gâtului un suport pentru un radioemițător - pentru a putea fi monitorizate. În martie 2013 alte 5 exemplare au fost eliberate în sălbăticie. Alte 8 exemplare (din care 6 aduse din Anglia) urmează a fi eliberate în primăvara 2014. Zona Chitele - cea în care se află în libertate zimbri -  aparține administrativ de comuna Crăcăoani, fiind un areal izolat cu păduri de foioase și amestec cu o suprafață de aprozimativ 5000 ha, ce are altitudinea de 800 - 1000m . 
În cadrul rezervației se găsesc trei iazuri (Zimbrilor, Cerbilor și Căpriorilor).

### Context
Existența rezervației se înscrie într-un cadru mai larg, anume cel al conservării speciei printr-o creștere și distribuție planificată  a populatiei de zimbri, urmate de introducerea în marile ecosisteme forestiere. Pe termen lung, la nivel local obiectivul  este constituit din înființarea unei subpopulații viabile - în strânsa relatie cu habitatele locale - de zimbri.

## Istoric
Rezervația naturală inclusă în Parcul Natural Vânători-Neamț a fost înființată în anul 1968, fiind redeclarată arie protejată prin Legea nr.5 din 6 martie 2000 (privind aprobarea Planului de amenajare a teritoriului național - Secțiunea a III-a - zone protejate). Primele exemplare de zimbru au fost aduse aici în anul 1970.
Pe parcusul existenței rezervației, în vederea creării unei populați de animale valoroasă genetic cât și a evitarii consangvinizării, au fost importate diverse exemplare. Cu începere din anul 2010 - urmând să se desfășoare până în 2013, un proiect pilot se derulează aici cu finanțare prin Fondul European de Dezvoltare Regională. Acesta se circumscrie obiectivului strategiei actuale de conservare promovate pe plan internațional de IUCN/SSC/Bison Specialist Group și, încearcă să amelioreze statutul de conservare a speciei zimbru în Parcul Natural Vînători Neamț, în ideea ca ulterior încheierii acestuia să se poată asigura existenta unei populații viabile de zimbri (pentru început în zona Parcului si în viitor în zona nordică a Carpaților Orientali). În 22 martie 2012, s-a realizat aici prima eliberare a zimbrilor din România.
Aici s-au filmat câteva secvențe din filmele "Frații Jderi" (1974) și "Ștefan cel Mare - Vaslui 1475" (1975).

## Alte rezervații de zimbri din România
Se găsesc - având un regim de semilibertate la Neagra - Bucșani (județul Dâmbovița) și de captivitate la Valea Zimbrilor din  Vama Buzăului (județul Brașov) precum și în Pădurea Slivuț - din Geoparcul Dinozaurilor „Țara Hațegului” (județul Hunedoara).